# Pholcus pojeonensis
Pholcus pojeonensis là một loài nhện trong họ Pholcidae. Loài này được phát hiện ở Triều Tiên.